# Saint-Projet-Saint-Constant
Pour les articles homonymes, voir Saint-Projet et Saint-Constant (homonymie).
Saint-Projet-Saint-Constant (Sent Project-Sent Constanç en occitan) est une ancienne commune du Sud-Ouest de la France, située dans le département de la Charente (région Nouvelle-Aquitaine). Depuis le 1er janvier 2019, elle est une commune déléguée de La Rochefoucauld-en-Angoumois.
Ses habitants sont les Saint-Priestins et les Saint-Priestines.

## Géographie

### Localisation et accès
Saint-Projet-Saint-Constant est une commune située à 2 km à l'ouest de La Rochefoucauld et 19 km à l'est d'Angoulême, sur la lisière orientale de la forêt de la Braconne entre Bandiat et Tardoire.
Elle est formée par la réunion en 1845 de deux communes, Saint-Projet et Saint-Constant.
La commune est traversée d'ouest en est par la route d'Angoulême à Limoges, la route nationale 141 qui est un tronçon de la route Centre-Europe Atlantique (RCEA) et qui dévie La Rochefoucauld par le nord depuis 2011. Elle est aussi traversée par la D 33, route de La Rochefoucauld à Saint-Germain-de-Montbron par Pranzac.
La voie ferrée Angoulême-Limoges traverse aussi la commune, et la gare la plus proche est celle de La Rochefoucauld, desservie par des TER à destination d'Angoulême et de Limoges.
On peut aussi citer le GR 36, sentier de grande randonnée de la Manche aux Pyrénées-Orientales (tronçon Niort-Angoulême).

### Hameaux et lieux-dits
L'habitat est assez dispersé sur le territoire communal, hormis la zone ouest occupée par la forêt, et on compte de nombreux hameaux : la Chabanne située au bord de la Tardoire à l'est de la commune, l'Age Baston au sud, le bourg de Saint-Projet, le hameau de Saint-Constant à l'ouest, Puy Vidal et les Ombrais dans la vallée du Bandiat, avec Libourne au nord de Saint-Constant, la Brousse, le Rigal, Saunières, etc.

### Communes limitrophes
|        | Rivières                    |                                                  |
| Brie   | Saint-Projet-Saint-Constant | La Rochefoucauld (La Rochefoucauld-en-Angoumois) |
| Mornac | Bunzac                      | Rancogne (Moulins-sur-Tardoire)                  |

### Géologie et relief

#### Géologie
Le terrain est calcaire et date du Jurassique supérieur (Oxfordien). Les sommets des plateaux sont parfois occupés par des colluvions, sables argileux et graviers déposés pendant l'ère tertiaire, ou issus de la décalcification du substrat. Le bord de la vallée de la Tardoire à l'est est occupé par des alluvions et terrasses de sable et graviers datant du quaternaire,,.
La commune est située sur le karst de La Rochefoucauld, zone crevassée qui provoque des gouffres ou fosses dans la forêt de la Braconne, ou des pertes le long du Bandiat et de la Tardoire. Ces rivières s'enfoncent dans le sol et ressortent aux sources de la Touvre à l'ouest du plateau de la Braconne, près d'Angoulême.
On peut remarquer :
- dans la forêt de la Braconne :
  - le Trou de Champniers, gouffre de 1,2 mètre de diamètre
- sur le Bandiat :
  - le gouffre de la Racine, près du Maine Quérant
  - le gouffre de Gauffry, en limite au nord avec Rivières
- sur la Tardoire :
  - le gouffre de l'Âge Baston
  - le gouffre de la Corbillonne
  - les gouffres de la Planche (en face du moulin d'Olérat)

La cavité de Camelot, en partie sous la commune de Rivières, est à ce jour la plus vaste grotte karstique connue du département. Elle possède 15 kilomètres de galeries reliant un réseau de cavités souterraines.

#### Relief
La commune est occupée dans sa partie ouest par le plateau calcaire de la Braconne, appartenant au karst de La Rochefoucauld ; son altitude moyenne est de 120 mètres.
Les vallées du Bandiat et de la Tardoire entaillent ce plateau, mais peu profondément. Le plateau entre Bandiat et Tardoire a une altitude moyenne de 110 mètres.
Le point culminant de la commune est à une altitude de 153 mètres, situé à l'ouest dans la forêt de la Braconne au Gros Fayant.
Le point le plus bas est à 75 mètres, situé sur le Bandiat en limite nord-ouest, au gouffre de Gauffry. Le bourg de Saint-Projet est à environ 110 mètres d'altitude.

### Hydrographie
La commune est limitée à l'est par la Tardoire et comprend à l'ouest une grande partie de la forêt de la Braconne. Le Bandiat traverse aussi son territoire, mais il disparaît dans des pertes ou gouffres dus à la nature karstique du sol et n'arrive souvent pas en été à la limite nord de la commune.

### Climat
Comme dans les trois quarts sud et ouest du département, le climat est océanique aquitain.

## Toponymie
Les formes anciennes pour Saint-Projet sont Sanctus Prejectus en 1293, Saint-Preich en 1480.
Le nom de Saint-Constant est attesté sous la forme ancienne Sanctus Constancius en 1280.
L'origine du nom de Saint-Projet remonte à Priest de Clermont (Praejectus), évêque d'Auvergne du VIIe siècle. Ce même évêque a aussi donné son nom aux communes comme Saint-Priest  et Saint-Prix  en Auvergne, Saint-Projet  (Lot, Tarn-et-Garonne), dont les formes anciennes sont aussi "Sanctus Prejectus", et Saint-Preuil en Charente. Ceci explique aussi le gentilé des habitants de la commune.
Le nom de Saint-Constant a pour origine saint Constant, évêque de Pérouse, martyr au IIe siècle,.

### Dialecte
La commune est dans la partie occitane de la Charente qui en occupe le tiers oriental, et le dialecte est limousin. La forêt de la Braconne marque la limite à l'ouest avec la langue d'oïl.
La commune se nomme Sent Project-Sent Constanç en occitan.

## Histoire

### Préhistoire - protohistoire
Une grotte sépulcrale (site dit Réseau de la Licorne) datant de l'âge du Bronze, a été découverte en février 2021 (annonce en mars 2022 par le ministère de la Culture) à La Rochefoucauld-en-Angoumois, sur la commune déléguée de Saint-Projet-Saint-Constant.

### Moyen-Âge
Au Moyen Âge, Saint-Projet était un des 13 archiprêtrés de l'Angoumois, dont relevaient 13 paroisses, dont celle de La Rochefoucauld.

### Ancien Régime
Les registres de l'état civil de Saint-Projet remontent à 1682, et ceux de Saint-Constant à 1642.
Sous l'Ancien Régime les deux paroisses comportaient de nombreux fiefs. Près de l'église de Saint-Constant était le petit fief de Beaumont, appartenant à un cadet de la famille de Livron.
Le château des Ombrais fut construit vers le milieu du XVe siècle par Jean de Valois, comte d'Angoulême, au retour de sa captivité en Angleterre. En 1479, Charles de Valois, fils et successeur du bon comte Jean et père du roi François Ier, donna la terre des Ombrais au compagnon de captivité de son père, Jean Daly, afin de le récompenser de ses services. D'après l'abbé Michon, les Ombrais auraient servi de relais de chasse au roi François Ier lors de ses fréquents séjours en Angoumois.
Plus au sud, le château de Puyvidal fut construit vers la fin du XVe siècle par la famille de Livron, qui l'a possédé jusqu'à nos jours, représentée au début du XXe siècle par la famille de Magnac.
L'Age-Baston était une seigneurie qui a longtemps appartenu à la famille des comte du Lau, branche de Celettes. Au XVIe siècle, le comte de La Rochefoucauld la donna à son ami Jacques-Benoist de l'Age-Baston, premier président au Parlement de Bordeaux. Au début du XXe siècle, elle appartenait au comte de Roffignac.

### Temps modernes
Après la Révolution, les communes de Saint-Projet et Saint-Constant ont été créées à partir de leurs paroisses respectives, puis ont été réunies en 1845.

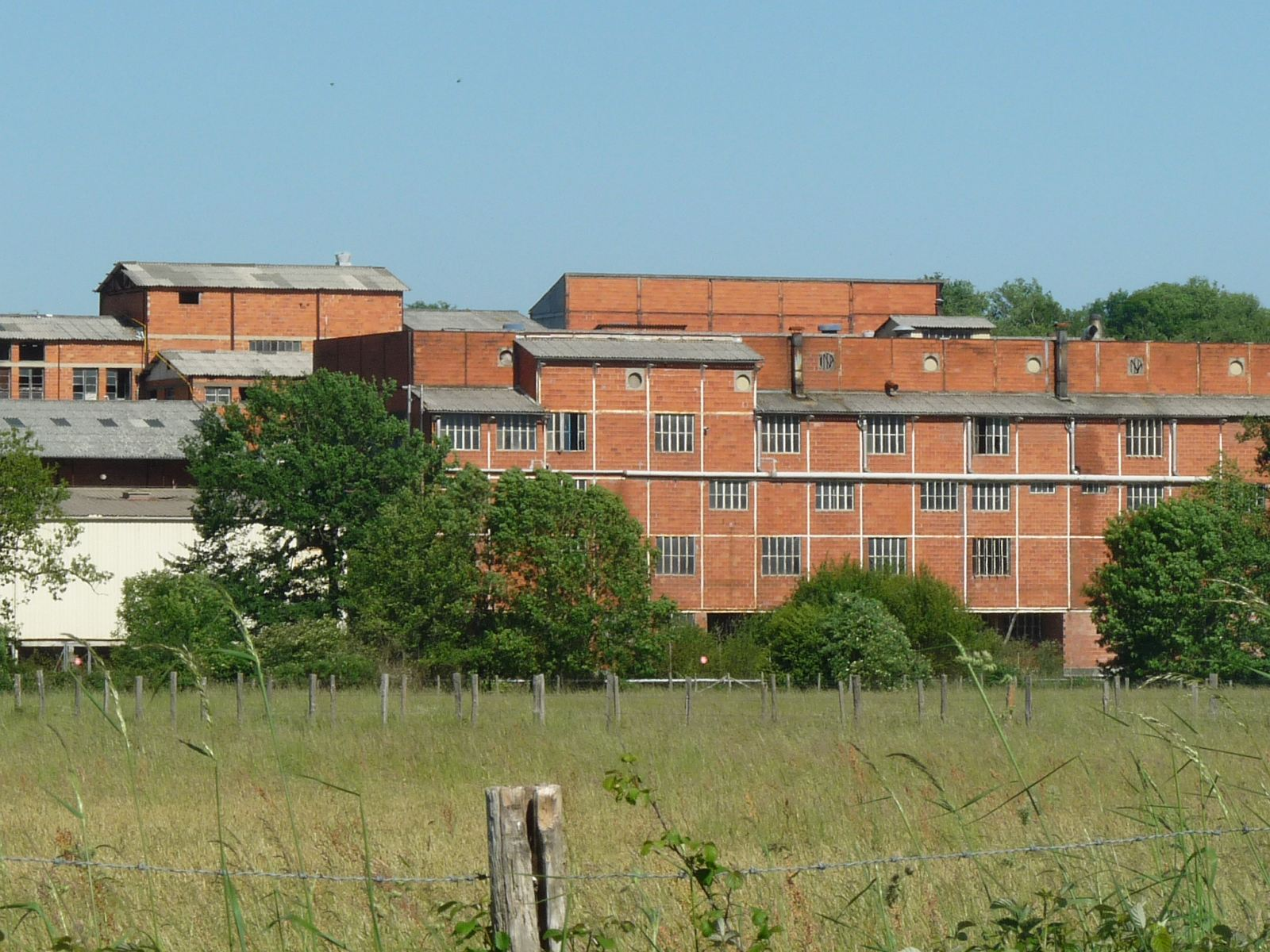
L'ancienne usine Chaignaud vue du sud et de la vallée de la Tardoire

Au début du XXe siècle, l'industrie était représenté par une fabrique d'outils agricoles à la Chabanne, et une minoterie à Roumagne, sur la Tardoire,.
L'ancienne usine de textile et caoutchouc Chaignaud était située à la Chabanne, sur la Tardoire et en limite de la commune de La Rochefoucauld et sur la N 141. Née en 1837 à Saint-Florent (commune de La Rochefoucauld), elle a cessé son activité en 2004.
Le 1er janvier 2019, elle fusionne avec La Rochefoucauld pour former la commune nouvelle de La Rochefoucauld-en-Angoumois dont la création est actée par un arrêté préfectoral du 28 septembre 2018.

## Administration

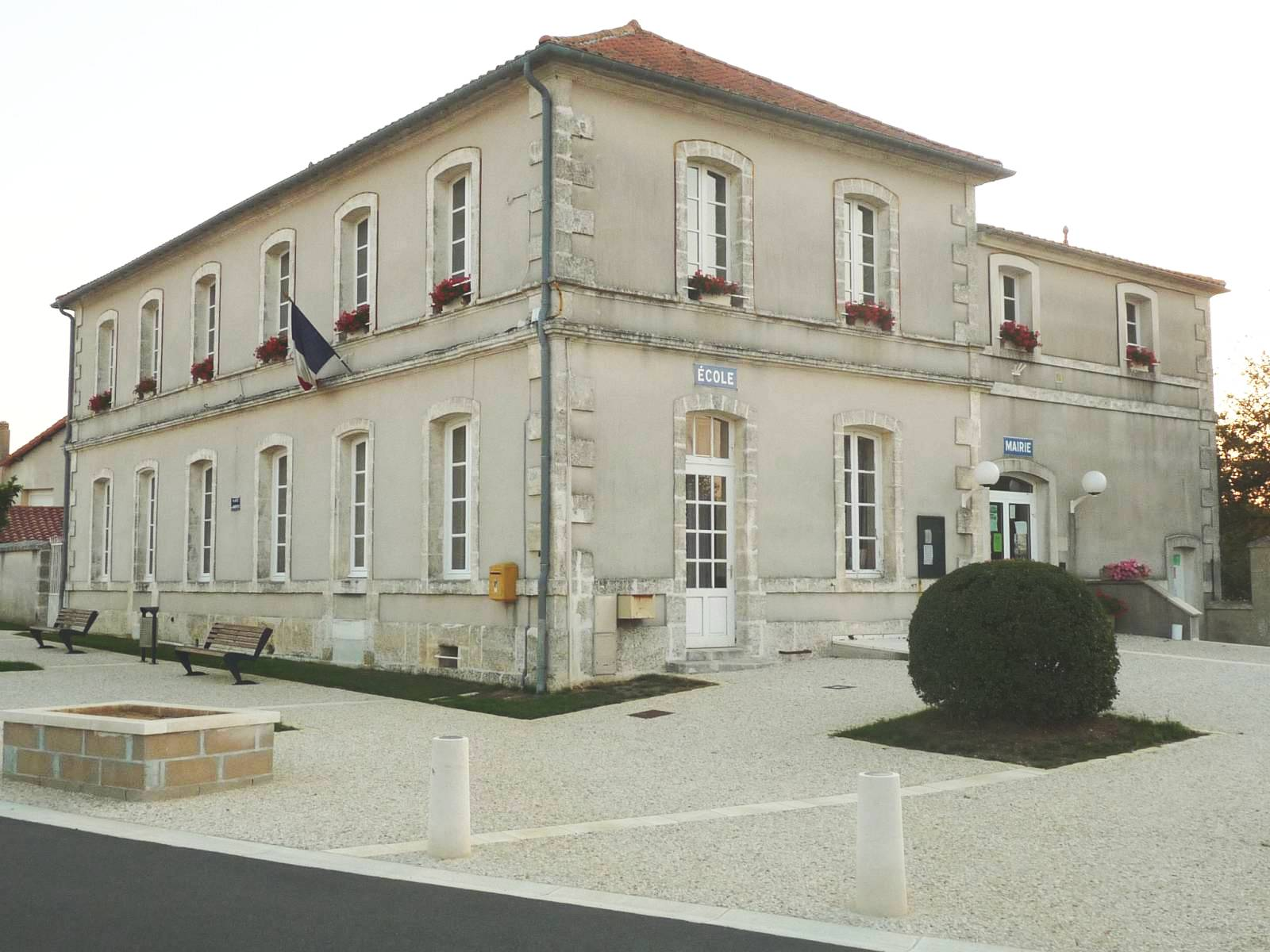
La mairie, à Saint-Projet

| Période                                  | Période          | Identité                   | Étiquette | Qualité        |
| ---------------------------------------- | ---------------- | -------------------------- | --------- | -------------- |
|                                          | 31 décembre 2018 | Jean-Louis Marsaud-Poincet | DVD       | Ingénieur DCNS |
| Les données manquantes sont à compléter. |                  |                            |           |                |

## Démographie

### Évolution démographique
L'évolution du nombre d'habitants est connue à travers les recensements de la population effectués dans la commune depuis 1793. Pour les communes de moins de 10 000 habitants, une enquête de recensement portant sur toute la population est réalisée tous les cinq ans, les populations de référence des années intermédiaires étant quant à elles estimées par interpolation ou extrapolation. Pour la commune, le premier recensement exhaustif entrant dans le cadre du nouveau dispositif a été réalisé en 2004.

En 2016, la commune comptait 1 071 habitants, en évolution de −6,63 % par rapport à 2010 (Charente : −0,48 %, France hors Mayotte : +2,11 %).
| 1793 | 1800 | 1806 | 1821 | 1831 | 1841 | 1846 | 1851 | 1856 |
| ---- | ---- | ---- | ---- | ---- | ---- | ---- | ---- | ---- |
| 298  | 361  | 328  | 381  | 426  | 685  | 680  | 693  | 608  |

| 1861 | 1866 | 1872 | 1876 | 1881 | 1886 | 1891 | 1896 | 1901 |
| ---- | ---- | ---- | ---- | ---- | ---- | ---- | ---- | ---- |
| 627  | 628  | 591  | 615  | 582  | 627  | 618  | 544  | 523  |

| 1906 | 1911 | 1921 | 1926 | 1931 | 1936 | 1946 | 1954 | 1962 |
| ---- | ---- | ---- | ---- | ---- | ---- | ---- | ---- | ---- |
| 578  | 571  | 483  | 516  | 479  | 531  | 522  | 556  | 659  |

| 1968 | 1975 | 1982 | 1990 | 1999 | 2004  | 2006  | 2009  | 2014  |
| ---- | ---- | ---- | ---- | ---- | ----- | ----- | ----- | ----- |
| 652  | 754  | 794  | 842  | 920  | 1 016 | 1 079 | 1 152 | 1 074 |

| 2016  | - | - | - | - | - | - | - | - |
| ----- | - | - | - | - | - | - | - | - |
| 1 071 | - | - | - | - | - | - | - | - |

### Pyramide des âges
La répartition de la population de la commune par tranches d'âge est, en 2007, la suivante :
- 49,1 % d’hommes (0 à 14 ans = 19,9 %, 15 à 29 ans = 16,7 %, 30 à 44 ans = 17,9 %, 45 à 59 ans = 21,1 %, plus de 60 ans = 24,3 %) ;
- 50,9 % de femmes (0 à 14 ans = 18,5 %, 15 à 29 ans = 15,8 %, 30 à 44 ans = 19 %, 45 à 59 ans = 22,6 %, plus de 60 ans = 24,1 %).

La population de la commune est relativement âgée. Le taux de personnes d'un âge supérieur à 60 ans (24,2 %) est en effet supérieur au taux national (21,6 %) tout en étant toutefois inférieur au taux départemental (26,6 %).
À l'instar des répartitions nationale et départementale, la population féminine de la commune est supérieure à la population masculine. Le taux (50,9 %) est du même ordre de grandeur que le taux national (51,6 %).
| Hommes | Classe d’âge | Femmes |
| ------ | ------------ | ------ |
| 0,2    | 90 ans ou +  | 0,3    |
| 8,3    | 75 à 89 ans  | 7,5    |
| 15,8   | 60 à 74 ans  | 16,3   |
| 21,1   | 45 à 59 ans  | 22,6   |
| 17,9   | 30 à 44 ans  | 19,0   |
| 16,7   | 15 à 29 ans  | 15,8   |
| 19,9   | 0 à 14 ans   | 18,5   |

| Hommes | Classe d’âge | Femmes |
| ------ | ------------ | ------ |
| 0,5    | 90 ans ou +  | 1,6    |
| 8,2    | 75 à 89 ans  | 11,8   |
| 15,2   | 60 à 74 ans  | 15,8   |
| 22,3   | 45 à 59 ans  | 21,5   |
| 20,0   | 30 à 44 ans  | 19,2   |
| 16,7   | 15 à 29 ans  | 14,7   |
| 17,1   | 0 à 14 ans   | 15,4   |

### Remarques
Saint-Projet a absorbé Saint-Constant en 1845.

## Économie

### Agriculture
Bien que n'ayant aucune vigne, la commune est située dans les Bons Bois, dans la zone d'appellation d'origine contrôlée du cognac.

## Équipements, services et vie locale

### Enseignement
Saint-Projet-Saint-Constant possède une école primaire publique, située à Saint-Projet, comprenant cinq classes (une de maternelle et quatre d'élémentaire).
Le secteur du collège est La Rochefoucauld.

## Lieux et monuments

### Patrimoine religieux

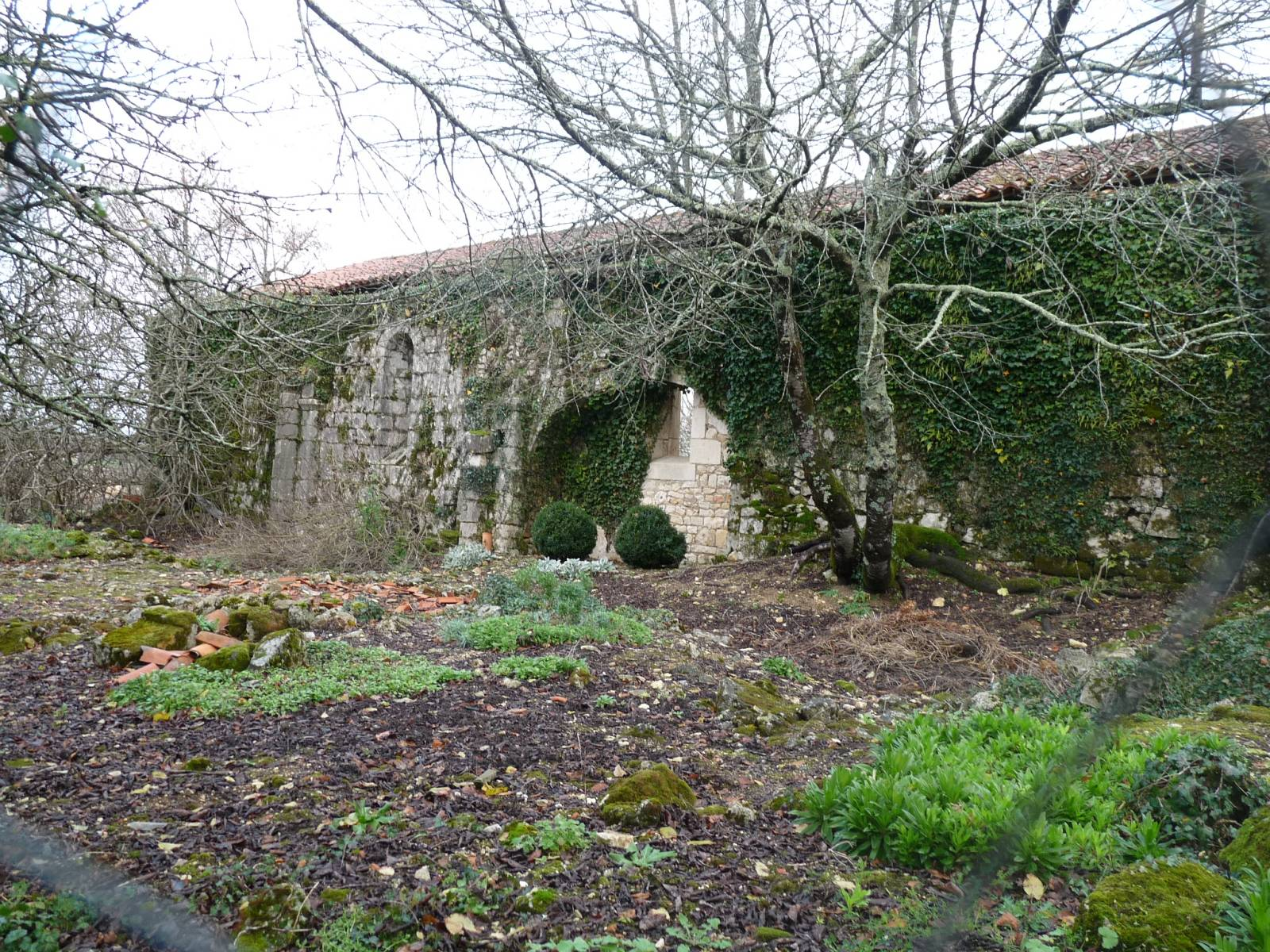
Ancienne église Saint-Constant

- L'église paroissiale de Saint-Projet était un des 13 archiprêtrés de l'Angoumois[16].
- L'église paroissiale de Saint-Constant était l'église de l'ancien bourg éponyme. Elle était de pur style roman. Ses vestiges sont maintenant dans une propriété privée, en face de la maison forte[29].

### Patrimoine civil
- Le château de Puyvidal, ou château du Puy Vidal, sur la route de Bunzac est un logis qui date du XVe ou XVIe siècle, qui a longtemps appartenu à la famille de Livron. Le fief est mentionné dès 1267. L'intérieur et les toitures ont été remaniées entre le XVIIe et XIXe siècles. Il est inscrit aux monuments historiques depuis le 18 septembre 2006[30].
- L'Age Baston est un château construit près d'un gouffre de la Tardoire. Son nom est attesté dès 1309. Il passe par de nombreux propriétaires : Eymeri du Leyrat, Benoist, Pasquet, de Lau, de Roffignac …)
- Le château des Ombrais a été construit au XVe siècle par Jean de Valois, comte d'Angoulême[17].
- La maison forte de Beaumont, dite de Saint-Constant, attestée dès le XVe siècle, semble avoir été le fief de Beaumont. Elle est dotée de structures défensives (mâchicoulis, échauguette, corbeaux pour d'anciens hourds).
- Le moulin de Roumagne, sur la Tardoire, est un moulin à blé du XVIIIe siècle transformé en minoterie au début du XXe siècle[19].

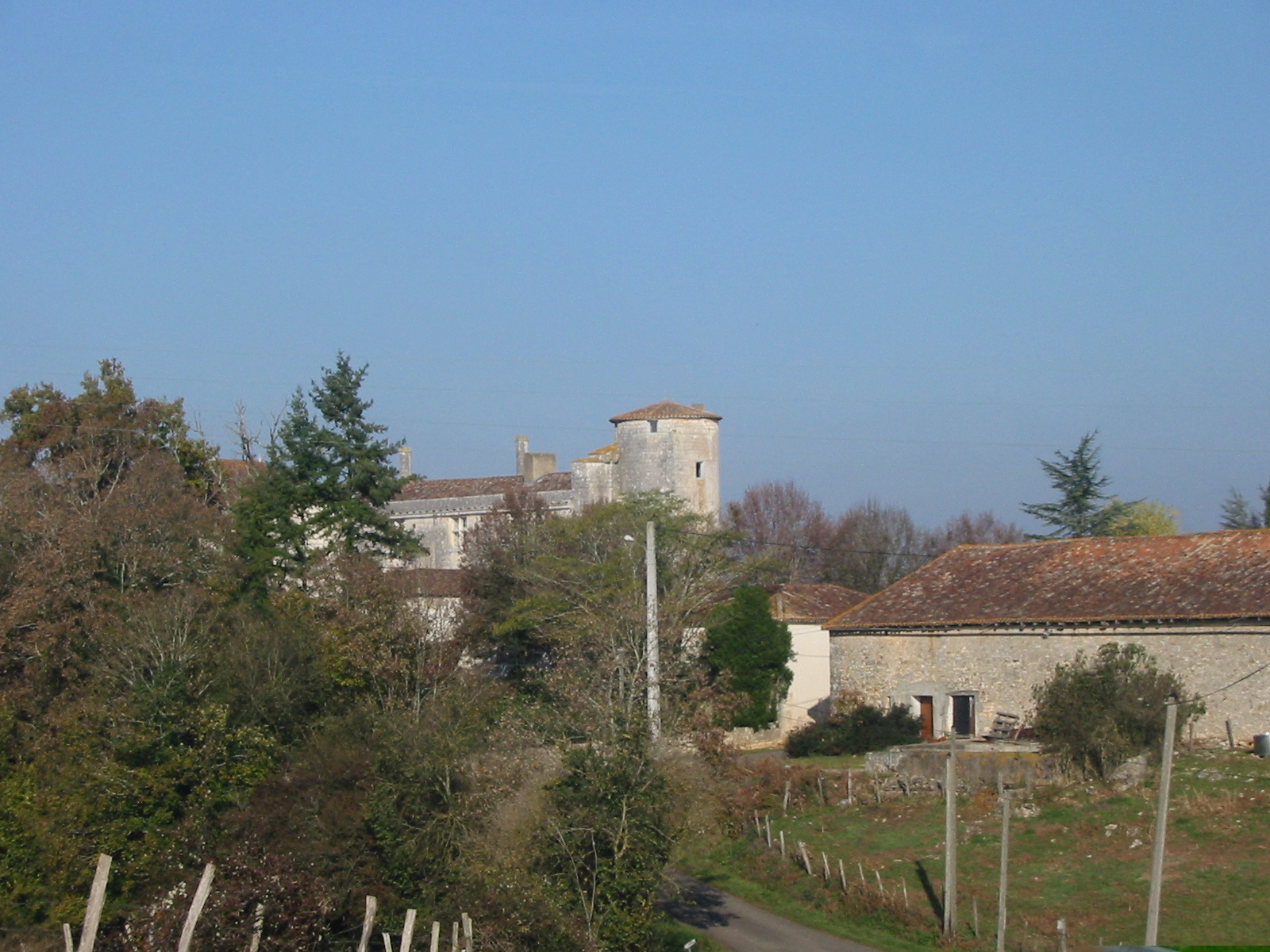
Château de Puyvidal
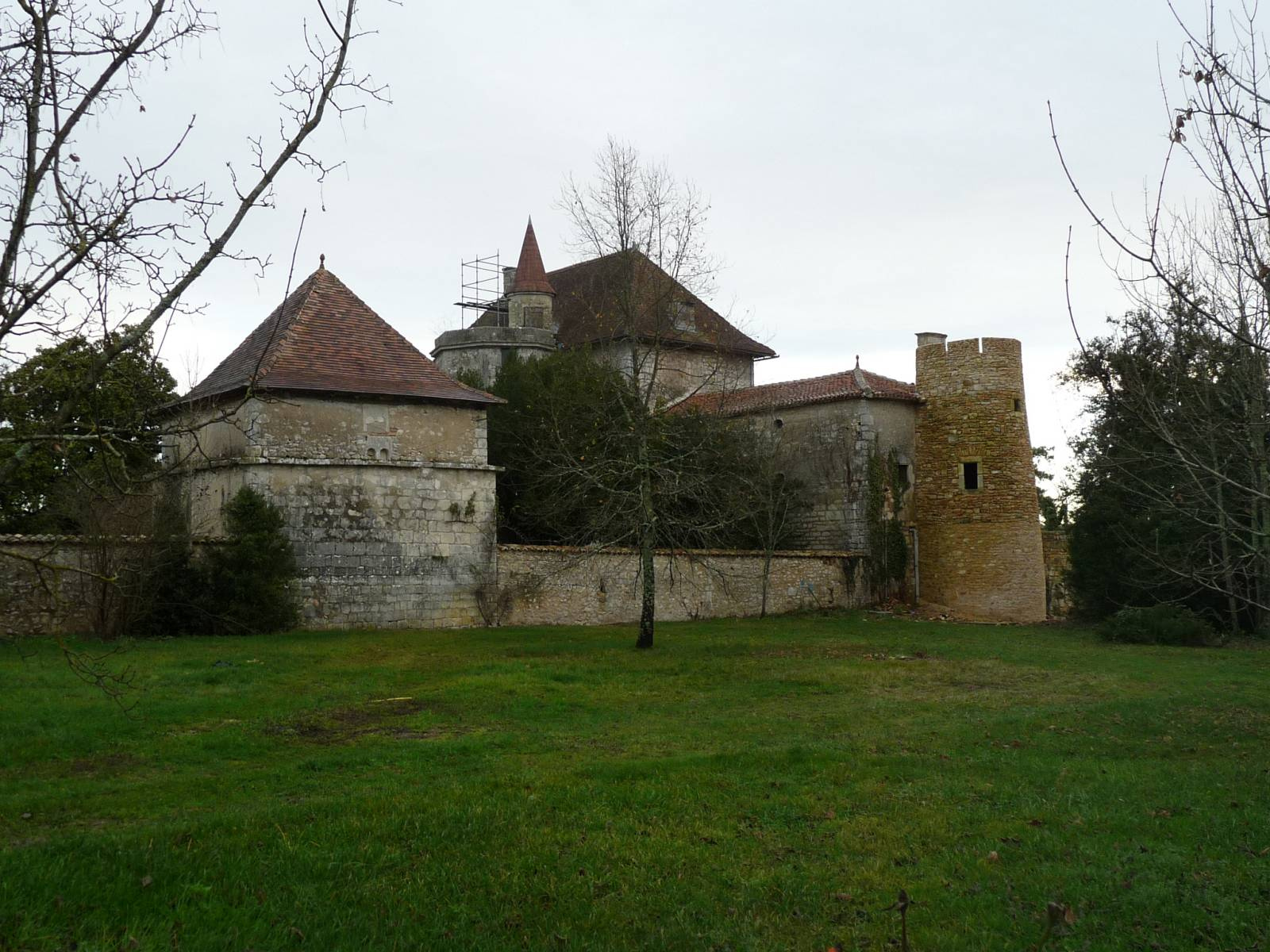
Château des Ombrais